# Ausines
Ausines är en kommun i Spanien.   Den ligger i provinsen Provincia de Burgos och regionen Kastilien och Leon, i den norra delen av landet, 200 km norr om huvudstaden Madrid. Antalet invånare är 151. Arean är 41 kvadratkilometer.
Terrängen i Ausines är platt.